# 김영임 (국악인)
김영임(金英姙, 1953년 12월 27일 ~ )은 대한민국의 국악인이다. 국가 중요무형문화재 제57호 경기민요 전수교육조교이다.

## 대표작

### 음반
- 회심곡 시리즈
  - 회심곡
  - 김영임의 회심곡
  - 민요 회심곡
- 한국 민요 1집
- 한국 민요 2집
- 아리랑
- 대감 놀이
- 김영임의 한
- 김영임의 소리 시리즈
  - 김영임의 소리
  - 김영임의 소리 실황 1집
  - 김영임의 소리 실황 2집
- 김영임의 심(心)
- 경기 민요
- 경기 12 잡가
- 김영임 민요 1집
- 김영임 민요 2집
- 더 베스트 오브(The Best of) 김영임
- 쾌지나 칭칭나네

## 방송
- 2022년 MBC 생방송 행복드림 로또 6/45 - 게스트 1014회

## 서훈, 자격
- 1997년 제 24회 한국방송대상 국악인상
- 2003년 화관문화훈장(5등급)
- 국가 중요무형문화재 제57호 경기민요 전수교육조교

## 가족 관계
- 배우자 : 이상해 (본명: 최영근, 1945년 11월 15일 ~ )
  - 아들 : 최우성
  - 딸 : 최정은, 이소연
  - 며느리 : 김윤지